# Clepsis luctuosana
Clepsis luctuosana es una especie de polilla del género Clepsis, categorizada en la tribu Archipini, de la subfamilia Tortricinae.

## Distribución
Se distribuye por China.

## Taxonomía
Fue descrita por Rebel en 1914 y publicada en (Cnephasia), Dt. ent. Z. Iris 28: 272.